# Industria musical en los 2000
En la primera década del siglo XXI, el auge de los medios digitales en Internet y las computadoras como medio central y primario para grabar, distribuir, almacenar y reproducir música provocó cambios económicos generalizados en la industria musical. El auge de los medios digitales con acceso a Internet de alta velocidad cambió fundamentalmente las relaciones entre artistas, compañías discográficas, promotores, tiendas minoristas de música, la industria tecnológica y los consumidores. El aumento de las opciones de consumo de música digital contribuyó a varios cambios fundamentales en el consumo. Un cambio significativo en la industria de la música fue la notable caída de las ventas de álbumes convencionales en CD y vinilo. Con la creciente popularidad de los modelos de venta a la carta, los consumidores ya no descargaron álbumes completos sino que eligieron canciones sueltas.
La etapa inicial (aproximadamente de 1998 a 2001) de la revolución de la música digital fue el surgimiento de redes peer-to-peer (P2P) que permitían el libre intercambio de archivos de música (como Kazaa y Napster). En 2001, el costo del espacio en el disco duro había caído a un nivel que permitía que las computadoras de bolsillo almacenaran grandes bibliotecas de música. El iPod y el sistema iTunes para almacenamiento y reproducción de música se hicieron inmensamente populares y muchos consumidores comenzaron a transferir sus medios de grabación físicos (como los CD) a los discos duros de las computadoras. iTunes Music Store ofreció descargas legales a partir de 2003, y pronto le siguieron los competidores, que ofrecían una variedad de servicios de música en línea, como radio por Internet. La distribución de música digital se vio favorecida por la amplia aceptación de la banda ancha a mediados de la década. Al mismo tiempo, el software de grabación (como Pro Tools de Avid) comenzó a usarse casi exclusivamente para hacer discos, dejando a las costosas máquinas de cintas multipista (como la Studer de 1967) casi obsoletas.
El principal impacto económico de estos cambios fue una dramática disminución de los ingresos de la música grabada. En el siglo XXI, los consumidores gastaron mucho menos dinero en música grabada que en los años 90, en todos los formatos. Los ingresos totales por CD, vinilos, casetes y descargas digitales en Estados Unidos cayeron de un máximo de 14.600 millones de dólares en 1999 a 9.000 millones de dólares en 2008. La popularidad de la distribución de música por Internet había aumentado y en 2007 se vendieron más unidades a través de Internet que en cualquier otro país. Sin embargo, como informó The Economist, "las descargas digitales pagas crecieron rápidamente, pero no comenzaron a compensar la pérdida de ingresos de los CD". El período de la década de 2000 contrasta marcadamente con el "boom de los CD" de 1984-1995, cuando los márgenes de beneficio promediaban más del 30% y los ejecutivos de la industria eran notorios por su alto perfil, incluso su gasto frívolo. Los principales sellos discográficos consistentemente no prestaron atención a las advertencias ni apoyaron ninguna medida que abrazara el cambio en la tecnología. En los primeros años de la década, la industria luchó contra el intercambio ilegal de archivos, cerrando con éxito Napster en 2001 y amenazando a miles de personas con acciones legales. Esto no logró frenar la caída de los ingresos y fue un desastre de relaciones públicas. Algunos estudios académicos incluso habían sugerido que las descargas no eran la verdadera causa del descenso.
La agitación en la industria cambió el equilibrio de poder entre los distintos actores. Las principales tiendas exclusivas de música, como Tower Records (que alguna vez ejercieron una influencia considerable en la industria) quebraron en 2006, siendo reemplazadas por tiendas físicas (como Wal-Mart y Best Buy). Los artistas discográficos comenzaron a depender principalmente de presentaciones en vivo y mercancías para sus ingresos, lo que a su vez los hizo más dependientes de promotores musicales como Live Nation (que domina la promoción de giras y posee una gran cantidad de locales musicales). Para beneficiarse de todas las fuentes de ingresos de un artista, las compañías discográficas comenzaron a confiar en el "360 deal", una nueva relación comercial iniciada por Robbie Williams y EMI en 2007. En el otro extremo, las compañías discográficas también utilizaron procesos simples de fabricación y distribución. ofertas, que otorga un mayor porcentaje al artista, pero no cubre los gastos de marketing y promoción. Muchos artistas nuevos ya no ven ningún tipo de "contrato discográfico" como parte integral de su plan de negocios. El hardware y el software de grabación económicos hicieron posible crear música de alta calidad en un dormitorio y distribuirla a través de Internet a una audiencia mundial Esto, a su vez, causó problemas a los estudios de grabación, productores de discos e ingenieros de audio: Los Angeles Times informó que, en 2009, nada menos que la mitad de las instalaciones de grabación de esa ciudad habían quebrado. Los consumidores se beneficiaron enormemente de la facilidad con la que se puede compartir música de computadora a computadora, ya sea a través de Internet o mediante el intercambio de CD físicos. Esto ha brindado a los consumidores opciones incomparables en el consumo de música y ha abierto a los artistas intérpretes o ejecutantes a nichos de mercado a los que antes tenían poco acceso. Según un informe de Nielsen y Billboard, en 2012 las ventas de música digital superaron la venta física de música.

## Finanzas de la industria
| Año                                        | Récord de ventas (valores minoristas en miles de millones de dólares) | Récord de ventas (valores minoristas en miles de millones de dólares) | Récord de ventas (valores minoristas en miles de millones de dólares) | Récord de ventas (valores minoristas en miles de millones de dólares) | Valor del envío a Estados Unidos. (al precio de lista sugerido en millones de dólares) | Valor del envío a Estados Unidos. (al precio de lista sugerido en millones de dólares) | Valor del envío físico a Estados Unidos (al precio de lista sugerido en millones de dólares) | Valor del envío físico a Estados Unidos (al precio de lista sugerido en millones de dólares) |
| Año                                        | Resto del mundo                                                       | Resto del mundo                                                       | Estados Unidos                                                        | Estados Unidos                                                        | Valor del envío a Estados Unidos. (al precio de lista sugerido en millones de dólares) | Valor del envío a Estados Unidos. (al precio de lista sugerido en millones de dólares) | Valor del envío físico a Estados Unidos (al precio de lista sugerido en millones de dólares) | Valor del envío físico a Estados Unidos (al precio de lista sugerido en millones de dólares) |
| Año                                        | Ventas                                                                | Cambio                                                                | Ventas                                                                | Cambio                                                                | Volumen                                                                                | Cambio                                                                                 | Volumen                                                                                      | Cambio                                                                                       |
| ------------------------------------------ | --------------------------------------------------------------------- | --------------------------------------------------------------------- | --------------------------------------------------------------------- | --------------------------------------------------------------------- | -------------------------------------------------------------------------------------- | -------------------------------------------------------------------------------------- | -------------------------------------------------------------------------------------------- | -------------------------------------------------------------------------------------------- |
| 1999                                       |                                                                       |                                                                       |                                                                       |                                                                       | 14,584.5                                                                               |                                                                                        | 13,048.0                                                                                     |                                                                                              |
| 2000                                       | 36.7                                                                  |                                                                       | 14.0                                                                  |                                                                       | 14,323.0                                                                               | 1.79%                                                                                  | 12,705.0                                                                                     | 2.63%                                                                                        |
| 2001                                       | 33.7                                                                  | 8.7%                                                                  | 13.4                                                                  | 4.3%                                                                  | 13,740.9                                                                               | 4.06%                                                                                  | 12,388.8                                                                                     | 2.49%                                                                                        |
| 2002                                       | 32.2                                                                  | 4.5%                                                                  | 12.6                                                                  | 6.0%                                                                  | 12,614.2                                                                               | 8.20%                                                                                  | 11,549.0                                                                                     | 6.78%                                                                                        |
| 2003                                       | 32.0                                                                  | 0.6%                                                                  | 11.8                                                                  | 6.3%                                                                  | 11,854.4                                                                               | 6.02%                                                                                  | 11,053.4                                                                                     | 4.29%                                                                                        |
| 2004                                       | 33.6                                                                  | 5.0%                                                                  | 12.2                                                                  | 3.4%                                                                  | 12,345.0                                                                               | 4.14%                                                                                  | 11,423.0                                                                                     | 3.34%                                                                                        |
| 2005                                       | 33.5                                                                  | 0.3%                                                                  | 12.3                                                                  | 0.8%                                                                  | 12,296.9                                                                               | 0.39%                                                                                  | 10,477.5                                                                                     | 8.28%                                                                                        |
| 2006                                       | 31.8                                                                  | 5.1%                                                                  | 11.5                                                                  | 6.5%                                                                  | 11,758.2                                                                               | 4.38%                                                                                  | 9,269.7                                                                                      | 11.53%                                                                                       |
| 2007                                       | 29.9                                                                  | 6.0%                                                                  | 10.4                                                                  | 9.6%                                                                  | 10,372.1                                                                               | 11.79%                                                                                 | 7,495.3                                                                                      | 19.14%                                                                                       |
| 2008                                       |                                                                       |                                                                       |                                                                       |                                                                       | 8,768.4                                                                                | 15.46%                                                                                 | 5,474.3                                                                                      | 26.96%                                                                                       |
| 2009                                       |                                                                       |                                                                       | 6.3                                                                   |                                                                       | 7,683.9                                                                                | 12.37%                                                                                 | 4,376.1                                                                                      | 20.06%                                                                                       |
| 2010                                       |                                                                       |                                                                       |                                                                       |                                                                       | 6,995.0                                                                                | 8.97%                                                                                  | 3,438.7                                                                                      | 23.48%                                                                                       |
| 2011                                       |                                                                       |                                                                       |                                                                       |                                                                       | 7,007.7                                                                                | 0.18%                                                                                  | 3,170.9                                                                                      | 5.31%                                                                                        |
| Total del periodo (ajustado por inflación) | 19.0% · ( 32.1% )                                                     | 19.0% · ( 32.1% )                                                     | 25.7% · ( 37.7% )                                                     | 25.7% · ( 37.7% )                                                     | 52.0% · ( ? ) (usando IPC)                                                             | 52.0% · ( ? ) (usando IPC)                                                             | 75.70%                                                                                       | 75.70%                                                                                       |

Ventas récord
La tabla es un metaanálisis de ocho informes anuales de la IFPI.
En 2008, se vendieron 123 millones de álbumes físicos en el Reino Unido, en comparación con 131 millones en 2007 y 151 millones en 2006. A un precio promedio de £7,72, los CD eran más de un 25% más baratos en 2008 que en 2000.
Envíos de fabricación
Las cifras siguientes (en millones) indican el tamaño total de la industria de grabación de sonido de Estados Unidos según los envíos de los fabricantes a los precios de lista sugeridos.
Tiendas de discos
La transición de los CD a las descargas digitales ha estado reduciendo la industria discográfica durante la mayor parte de la década, lo que ha provocado despidos masivos y recortes en la lista de artistas en los principales sellos discográficos. En Estados Unidos, el número de CD vendidos cayó de 942,5 mil en 2000 a 240,8 mil en 2011. Aproximadamente 2.680 tiendas de discos cerraron en Estados Unidos entre 2005 y principios de 2009. En el Reino Unido, todas las tiendas nacionales y las tiendas especializadas en música colapsaron, excepto HMV, un minorista de variedades que alguna vez fue la tienda de música más grande del Reino Unido.

|                                                | 1999 | 2000 | 2001 | 2002 | 2003 | 2004 | 2005 | 2006 | 2007 | 2008 |   |
| ---------------------------------------------- | ---- | ---- | ---- | ---- | ---- | ---- | ---- | ---- | ---- | ---- | - |
| Consumidores que compran en tiendas de discos. | 44.5 | 42.4 | 42.5 | 36.8 | 33.2 | 32.5 | 39.4 | 35.4 | 31.1 | 30.0 | % |

## Descarga en línea (P2P)

### El amanecer del P2P: Napster
Napster era un servicio para compartir archivos de música en línea creado por Shawn Fanning mientras asistía a la Universidad Northeastern en Boston y funcionó entre junio de 1999 y julio de 2001. Su tecnología permitía a las personas copiar y distribuir fácilmente archivos MP3 entre sí, evitando el mercado establecido para tales canciones y, por tanto, dando lugar a acusaciones de violaciones masivas de derechos de autor por parte de la industria musical .
El primer caso entre pares fue A&M Records, Inc. contra Napster, Inc. , 239 F.3d 1004 (9th Cir. 2001). El tribunal determinó que Napster era responsable por la infracción de los derechos de autor de sus usuarios finales porque "alienta y ayuda a sabiendas la infracción de los derechos de autor de los demandantes". Aunque el servicio original fue cerrado por orden judicial, allanó el camino para programas descentralizados de distribución de archivos entre pares como Kazaa, Morpheus, Grokster, iMesh y Limewire, que han sido mucho más difíciles de controlar porque practican enfoques más creativos desde el punto de vista técnico y jurídico.

### Compartir archivos y sus efectos
Varios estudios han descubierto que el intercambio de archivos tiene un impacto negativo en las ventas de discos. Ejemplos de tales estudios incluyen tres artículos publicados en la edición de abril de 2006 del Journal of Law and Economics (Liebowitz, Rob y Waldfogel, Zentner). Alejandro Zentner señala en otro artículo publicado en 2005, que las ventas de música habían caído globalmente de aproximadamente 38 mil millones de dólares en 1999 a 32 mil millones de dólares en 2003, y que esta tendencia a la baja coincide con la llegada de Napster en junio. 1999. Utilizando datos agregados, Stan J. Liebowitz sostiene en una serie de artículos (2005, 2012) que el intercambio de archivos tuvo un impacto negativo significativo en las ventas de discos.

En marzo de 2007, The Wall Street Journal descubrió que las ventas de CD habían caído un 20 por ciento en un año, lo que interpretó como la última señal del cambio en la forma en que la gente adquiere su música. BigChampagne LLC ha informado que alrededor de mil millones de canciones al mes se comercializan en redes ilegales de intercambio de archivos. Como resultado de esta disminución en las ventas de CD, una cantidad significativa de tiendas de discos estaban cerrando y "...haciendo más difícil para los consumidores encontrar y comprar títulos más antiguos en las tiendas". El 19 de diciembre de 2008, The Wall Street Journal informó lo siguiente: 
Después de años de demandar a miles de personas por supuestamente robar música a través de Internet, la industria discográfica abandonó su ataque legal mientras busca formas más efectivas de combatir la piratería musical en línea. La decisión representó un abrupto cambio de estrategia para la industria, que había iniciado procedimientos legales contra unas 35.000 personas desde 2003. Los críticos dicen que la ofensiva legal finalmente hizo poco para detener la marea de música descargada ilegalmente. Y creó un desastre de relaciones públicas para la industria, cuyas demandas se dirigieron, entre otros, a varias madres solteras, una persona muerta y una niña de 13 años. En cambio, la Asociación de la Industria Discográfica de Estados Unidos dijo que planea probar un enfoque que dependa de la cooperación de los proveedores de servicios de Internet.

## Modelos de negocios digitales
Con la explosión de formatos y la creación de contenidos digitales legítimos, la IFPI observó que tres modelos de negocio principales habían llegado a dominar. Son a la carta, servicio de suscripción y publicidad. 

### A la carta (Tienda de descargas)
A la carta es un servicio que vende canciones individuales, normalmente por 0,99 dólares y ahora por 1,29 dólares. Los consumidores las conocen como "Tiendas de descargas". El proveedor líder es iTunes Store ( Apple Inc. ), que superó a Wal-Mart para convertirse en el minorista de música más grande de Estados Unidos en abril de 2008. Los líderes del sector incluyen:
- iTunes Store
- Amazon.com
- 7digital
- EMusic
- TuneTribe

Muchos cientos de tiendas más operan en todo el mundo, a menudo destacadas sólo en países concretos o géneros especializados. Un tercer tipo de operador nunca vende directamente al público, sino que ofrece tiendas de marca blanca y portales para organizaciones que incluyen tiendas físicas de música, operadores de telefonía móvil e ISP.
Algunos servicios que inicialmente sólo ofrecían streaming de pistas ahora también ofrecen descargas a la carta, ya sea a través de terceros (por ejemplo, Spotify) o totalmente integradas (Deezer, Juno Digital, Rhapsody, etc.).
En 2009, Rolling Stone informó sobre una guerra de precios entre iTunes y Amazon MP3. Bill Carr, vicepresidente de medios digitales de Amazon.com mencionó lo siguiente de la música digital: "uno de los grandes beneficios del negocio digital frente al negocio de los CD es que podemos experimentar con cambios de precios durante una hora, un día o el tiempo que queramos". así, sin impacto en el inventario".

### Servicio de suscripción
Un servicio de suscripción ofrece al consumidor descargas ilimitadas por una tarifa mensual. Se teoriza que este enfoque, según el Modelo de Música Abierta, maximiza los ingresos a largo plazo. El líder del sector era Napster, que costaba 12,95 dólares al mes y ofrecía 6 millones de descargas y un programa de 5 dólares al mes. Los ingresos netos de Napster para el trimestre que finalizó el 30 de junio de 2008 fueron de 30,3 millones de dólares. Los líderes del sector incluyeron:
- Napster
- Rhapsody

### Servicio basado en publicidad
Los servicios basados en publicidad ofrecen música de forma gratuita al consumidor, mientras que la financiación proviene de la publicidad. El modelo está muy extendido como lo demuestra el éxito de AOL Music, Yahoo! Music y YouTube (proveedor multimedia). Muchos de estos servicios son estaciones de radio por Internet, ya que ofrecen transmisión continua de música, mientras que otros no lo hacen de forma continua. Muchos de estos servicios ofrecen multimedia o servicios adicionales. Por ejemplo, MySpace (propiedad de Fox Interactive Media) ofrece redes sociales como su servicio estrella. comScore informa el top 10 de audiencia de radio por Internet en los Estados Unidos:
|                                  | Visitantes únicos (000) |            |          |
|                                  | Julio 2007              | Julio 2008 | % Cambio |
| Total Internet: Total Audience   | 180,078                 | 189,134    | 5        |
| AOL Music                        | 15,284                  | 23,884     | 56       |
| Yahoo! Music                     | 23,075                  | 18,725     | -19      |
| Clear Channel Online             | 10,697                  | 9,394      | -12      |
| Pandora Radio                    | 2,551                   | 4,834      | 89       |
| Interactive One                  | 512                     | 3,515      | 587      |
| CBS Radio                        | 3,469                   | 3,240      | -7       |
| NPR.ORG                          | 1,717                   | 2,538      | 48       |
| Citadel Broadcasting Corporation | 1,373                   | 1,885      | 37       |
| Batanga.com                      | 1,239                   | 1,810      | 46       |
| Disney Music                     | 1,721                   | 1,598      | -7       |

Otros servicios del sector:
- YouTube
- MySpace

Ver también Lista de estaciones de radio por internet (en Inglés)
YouTube (propiedad de Google Inc.) es el principal sitio para buscar vídeos musicales tanto de bandas independientes como de bandas convencionales que han lanzado su música en CD o digitalmente, y al mismo tiempo es útil para encontrar canciones raras. YouTube es un proveedor multimedia, por lo que es difícil decir cuánto entretenimiento ha brindado a los consumidores de música; sin embargo, proporcionó aproximadamente un tercio de los 11 mil millones de visualizaciones de videos en línea en los Estados Unidos en el mes de abril de 2008.
El sitio también estaba probando tres nuevas páginas de destino dedicadas a las categorías populares de noticias, películas y música. Cada página se completará con el contenido más popular del sitio relacionado con esa categoría. Algunos incluso elogiaron a YouTube como el "sucesor digital de MTV", ya que parecen estar posicionándose de esa manera. Tenían relaciones mixtas con los sellos, como lo demuestra su fría relación con Warner Music Group, pero una relación más optimista con Universal Music.
MySpace (propiedad de Fox Interactive Media ) también fue un actor clave y Rolling Stone informa que alberga a más de 70 millones de usuarios mensualmente y que "los visitantes del sitio pueden escuchar el catálogo completo de Bob Dylan o The White Stripes". A diferencia de muchos servicios, MySpace ha logrado cerrar acuerdos de derechos de autor con los "Big Four" de la RIAA, que son Sony BMG, Warner Music Group, Universal Music y EMI, en septiembre de 2008. En enero de 2009, MySpace se asoció con siguientes sellos independientes: Nettwerk , INgrooves, Iris Distribution, RoyaltyShare y Wind-up Entertainment. En marzo de 2009, CNET News informó que había más de 5 millones de bandas con música en el servicio de música en streaming y descubrimiento, y que se habían creado más de 100 millones de listas de reproducción.
Pandora Internet Radio se distingue tanto de YouTube como de MySpace porque ofrece a los consumidores medios en streaming continuo en lugar de música discontinua, lo que la hace muy similar a la radio o la televisión terrestre. Sin embargo, se puede contrastar con la radio en que ofrece recomendaciones musicales. YouTube es similar a Pandora en que también ofrece recomendaciones, pero se diferencia en que el contenido es generado por el usuario.
Un nuevo tipo de servicio que también se ha hecho popular son los sitios que permiten a los consumidores pagar lo que quieran o pagar mediante publicidad en sitios de redes sociales. Sitios como NoiseTrade.com y comeandlive.com son ejemplos de sitios que patrocinan artistas y permiten a los usuarios descargar música a cambio de publicidad del artista. La música era esencialmente gratuita para los usuarios y básicamente costaba solo el tiempo necesario para publicar información sobre el artista descargada en Facebook, Twitter o correo electrónico. Otro ejemplo fue el lanzamiento del álbum de Radiohead In Rainbows en el que los usuarios podían descargar el álbum y fijar su propio precio. La idea de pagar lo que quieras por el consumo de música era nueva, pero caló entre los usuarios y creció.

## Problemas de formato

### Decadencia de lo analógico, aumento de lo digital
Esta tendencia tiene implicaciones más amplias en el uso de formatos. Ha sido una tendencia en la música, la televisión, el cine y la prensa. La Recording Industry Association of America (RIAA) informó datos sobre las ventas de la industria musical por formato durante el período de diez años desde 1998 hasta 2007. Los datos de la siguiente tabla provienen del informe de 2007.
Formato Cuota de mercado
| [ 28 ]                        | 1998 | 1999 | 2000 | 2001 | 2002 | 2003 | 2004 | 2005 | 2006 | 2007 | Cambio a 10 años | Cambio a 4 años |
| ----------------------------- | ---- | ---- | ---- | ---- | ---- | ---- | ---- | ---- | ---- | ---- | ---------------- | --------------- |
| CD completos                  | 74.8 | 83.2 | 89.3 | 89.2 | 90.5 | 87.8 | 90.3 | 87.0 | 85.6 | 82.6 | 7.8              | -7.7            |
| Casetes completos             | 14.8 | 8.0  | 4.9  | 3.4  | 2.4  | 2.2  | 1.7  | 1.1  | 0.8  | 0.3  | -14.5            | -1.4            |
| Sencillos (todos los tipos)   | 6.8  | 5.4  | 2.5  | 2.4  | 1.9  | 2.4  | 2.4  | 2.7  | 3.4  | 2.4  | -4.4             | 0               |
| Videos musicales/DVD de video | 1.0  | 0.9  | 0.8  | 1.1  | 0.7  | 0.6  | 1.0  | 0.7  | 1.1  | 0.4  | -0.6             | -0.6            |
| DVD de audio                  | NA   | NA   | NA   | 1.1  | 1.3  | 2.7  | 1.7  | 0.8  | 1.3  | 1.2  | 1.2              | -0.5            |
| Descarga digital              | NA   | NA   | NA   | 0.2  | 0.5  | 1.3  | 0.9  | 5.7  | 6.7  | 11.2 | 11.2             | 10.3            |
| SACD                          | NA   | NA   | NA   | NA   | NA   | 0.5  | 0.8  | 1.2  | 0.0  | 0.6  | 0.6              | -0.2            |
| LP de vinilo                  | 0.7  | 0.5  | 0.5  | 0.6  | 0.7  | 0.5  | 0.9  | 0.7  | 0.6  | 0.7  | 0                | -0.2            |

Nota: Estas cifras representan datos recopilados únicamente de los sellos miembros de la RIAA, lo que constituye solo una parte del total de la música en línea intercambiada.
El análisis estadístico sugiere un cambio a gran escala en la distribución:
- La distribución de CD completos (por porcentaje de los ingresos totales de la música) alcanzó su punto máximo en 2004.
- Entre 2004 y 2007, las ventas de CD de larga duración experimentaron una disminución lineal de alrededor del 2% anual. Durante este período, las descargas digitales han aumentado del 0,9% al 11,2%.
- De más del 10% del crecimiento total del mercado obtenido por las descargas digitales, aproximadamente el 8% provino de pérdidas en las ventas de CD completos.
- Los casetes de larga duración experimentaron la mayor pérdida (-14,5% de participación de mercado) en el período de 10 años, aunque la mayor parte de la pérdida (-13,1%) se experimentó entre 1998 y 2003. En 2007, el vinilo los superó en ventas.
- En 2007, sólo dos formatos tenían más del 10% del mercado: CD completos y descarga digital.
- La proporción entre ventas digitales y analógicas en 2004 era aproximadamente de 1:99, pero en 2007 era aproximadamente de 1:9.

En 2008, las ventas de álbumes físicos cayeron un 20 por ciento a 362,6 millones desde 450,5 millones, mientras que las ventas de álbumes digitales aumentaron un 32 por ciento a un récord de 65,8 millones de unidades.
| [ 28 ]                                             | 1998 | 1999 | 2000 | 2001 | 2002 | 2003 | 2004 | 2005 | 2006 | 2007 |   |
| -------------------------------------------------- | ---- | ---- | ---- | ---- | ---- | ---- | ---- | ---- | ---- | ---- | - |
| Discotiendas                                       | 44.5 | 42.4 | 42.5 | 36.8 | 33.2 | 32.5 | 39.4 | 35.4 | 31.1 | 30.0 | % |
| Otras tiendas                                      | 38.3 | 40.8 | 42.4 | 50.7 | 52.8 | 53.8 | 32.0 | 32.7 | 29.7 | 28.4 | % |
| Record Club                                        | 7.9  | 7.6  | 6.1  | 4.0  | 4.1  | 4.4  | 8.5  | 10.5 | 12.6 | 7.2  | % |
| Anuncios de TV, periódicos, revistas o números 800 | 2.5  | 2.4  | 3.0  | 2.0  | 1.5  | 1.7  | 2.4  | 2.4  | 1.7  | 1.8  | % |
| Internet                                           | 2.4  | 3.2  | 2.9  | 3.4  | 5.0  | 5.9  | 8.2  | 9.1  | 10.9 | 14.6 | % |
| Descarga digital                                   | NA   | NA   | NA   | NA   | NA   | NA   | 6.0  | 6.8  | 12.0 | 13.5 | % |
| Show en vivo                                       | NA   | NA   | NA   | NA   | NA   | 1.6  | 2.7  | 2.0  | 1.5  | 3.0  | % |

## Proliferación de formatos
La llegada de los medios digitales ha llevado a la repentina creación de muchos formatos de música nuevos disponibles para el consumidor medio. En 2003 había menos de 10 formatos disponibles, pero en 2007 había más de 100. Hoy en día, el lanzamiento de un solo artista puede empaquetarse en múltiples formatos, incluidas descargas de videos, tonos de llamada o pistas completas para dispositivos móviles. Como señala la Federación Internacional de la Industria Fonográfica (IFPI):
En 2003, los formatos de distribución de música se contaban en una sola cifra; hoy, se cuentan por cientos... En la era digital, las compañías discográficas están otorgando licencias de música a través de una multitud de plataformas, en decenas de formatos diferentes y con cientos de socios diferentes. 

## Música móvil

### Reproductores de mp3
Aumento de los reproductores MP3, que son dispositivos electrónicos de consumo que almacenan, organizan y reproducen archivos de audio. Algunos DAP (reproductores de audio digital) también se denominan reproductores multimedia portátiles, ya que admiten visualización de imágenes o reproducción de vídeos. El primer DAP producido en masa fue creado en 1997 por SaeHan Information Systems, que vendió en el país su reproductor "MPMan" a mediados de 1998. En octubre de 2001, Apple Computer (ahora conocida como Apple Inc.) presentó la primera generación. iPod, el DAP basado en un disco duro de 5 GB con una unidad Toshiba de 1,8". Con el desarrollo de una interfaz de usuario minimalista y un factor de forma más pequeño, el iPod se destacó inicialmente entre los usuarios de la comunidad Macintosh. En julio de 2002, Apple presentó el segundo La actualización de generación del iPod era compatible con computadoras con Windows a través de Musicmatch Jukebox (ahora conocido como Y!Music Musicmatch Jukebox). La serie iPod, que creció hasta incluir reproductores basados en microdrive y flash, se ha convertido en el líder del mercado en DAP.

### Teléfonos inteligentes
El siglo XXI vio el nacimiento de los teléfonos móviles habilitados para 3G, que permiten a los operadores de redes ofrecer a los usuarios una gama más amplia de servicios más avanzados y, al mismo tiempo, lograr una mayor capacidad de red a través de una eficiencia espectral mejorada .
La principal ventaja de los teléfonos con capacidad 3G sobre los reproductores MP3 fue su mayor integración web. Esto permite a los usuarios acceder fácilmente a una cantidad mucho mayor de canciones que los usuarios de reproductores MP3. Para un reproductor MP3, las canciones deben almacenarse antes de que el usuario abandone su computadora, pero con los teléfonos habilitados para 3G el dispositivo no está separado de la fuente. En 2009, se proyectó que los ingresos por servicios de entretenimiento y medios móviles (MME) en Estados Unidos se duplicarían con creces para 2014.

## Preferencias del género del consumidor en Estados Unidos
| Género         | 1999 | 2000 | 2001 | 2002 | 2003 | 2004 | 2005 | 2006 | 2007 | 2008 |   |
| -------------- | ---- | ---- | ---- | ---- | ---- | ---- | ---- | ---- | ---- | ---- | - |
| Rock           | 25.2 | 24.8 | 24.4 | 24.7 | 25.2 | 23.9 | 31.5 | 34.0 | 32.4 | 31.8 | % |
| Rap/Hip-hop    | 10.8 | 12.9 | 11.4 | 13.8 | 13.3 | 12.1 | 13.3 | 11.4 | 10.8 | 10.7 | % |
| R&B/Urbano     | 10.5 | 9.7  | 10.6 | 11.2 | 10.6 | 11.3 | 10.2 | 11.0 | 11.8 | 10.2 | % |
| Country        | 10.8 | 10.7 | 10.5 | 10.7 | 10.4 | 13.0 | 12.5 | 13.0 | 11.5 | 11.9 | % |
| Pop            | 10.3 | 11.0 | 12.1 | 9.0  | 8.9  | 10.0 | 8.1  | 7.1  | 10.7 | 9.1  | % |
| Religioso      | 5.1  | 4.8  | 6.7  | 6.7  | 5.8  | 6.0  | 5.3  | 5.5  | 3.9  | 6.5  | % |
| Clásico        | 3.5  | 2.7  | 3.2  | 3.1  | 3.0  | 2.0  | 2.4  | 1.9  | 2.3  | 1.9  | % |
| Jazz           | 3.0  | 2.9  | 3.4  | 3.2  | 2.9  | 2.7  | 1.8  | 2.0  | 2.6  | 1.1  | % |
| Bandas sonoras | 0.8  | 0.7  | 1.4  | 1.1  | 1.4  | 1.1  | 0.9  | 0.8  | 0.8  | 0.8  | % |
| Oldies         | 0.7  | 0.9  | 0.8  | 0.9  | 1.3  | 1.4  | 1.1  | 1.1  | 0.4  | 0.7  | % |
| New Age        | 0.5  | 0.5  | 1.0  | 0.5  | 0.5  | 1.0  | 0.4  | 0.3  | 0.3  | 0.6  | % |
| Para niños     | 0.4  | 0.6  | 0.5  | 0.4  | 0.6  | 2.8  | 2.3  | 2.9  | 2.9  | 3.0  | % |
| Otros          | 9.1  | 8.3  | 7.9  | 8.1  | 7.6  | 8.9  | 8.5  | 7.3  | 7.1  | 9.1  | % |

## Otros desarrollos destacables

### En lo legal
- El 19 de diciembre de 2008, la RIAA anunció que dejaría de demandar a quienes comparten archivos porque la estrategia no estaba funcionando para detener el flujo de descargas ilegales. En cambio, la RIAA intentó trabajar con los ISP para prevenir la piratería P2P. "La decisión representa un cambio brusco de estrategia para la industria, que ha iniciado procedimientos judiciales contra unas 35.000 personas desde 2003".[22]
- El 18 de junio de 2009, CNET News informó que Jammie Thomas-Rasset fue declarado culpable de infracción deliberada de derechos de autor en un tribunal federal de Minneapolis y debe pagar a la industria discográfica 1,92 millones de dólares. Esta batalla legal, Capitol Records, Inc. contra Thomas-Rasset, marcó la primera vez que la industria discográfica argumentó un caso de intercambio de archivos ante un jurado.
- En Francia se está debatiendo una nueva ley sobre descargas ilegales, denominada HADOPI. Si se aprueba, obligaría al proveedor de Internet a cancelar la suscripción y seguir recibiendo el pago mensual. Este doble castigo es muy criticado.

### En la política
- El 5 de enero de 2009, el presidente electo Barack Obama nombró a Thomas J. Perrelli para el cargo de Fiscal General Adjunto de los Estados Unidos. Perrelli representó a la RIAA en una serie de casos, incluido un intento de alto perfil para desenmascarar a quienes comparten archivos sin el requisito de que un juez revise primero las pruebas. La elección de Obama de Joe Biden como vicepresidente demostró que el candidato presidencial se sentía cómodo con alguien con opiniones firmemente pro-RIAA. Biden instó a que se iniciaran procesos penales contra los usuarios peer-to-peer que infringen los derechos de autor y trató de crear un nuevo delito federal relacionado con la reproducción de música no autorizada.

### En los videojuegos
- En la industria de los videojuegos, la categoría de música superó a la categoría de deportes como no. 2.ª categoría superior en ventas, detrás de la acción. El 58 por ciento de los jugadores jugaba juegos de música, sólo superado por el 65 por ciento que jugaba juegos de acción. Alrededor del 50 por ciento jugaba juegos deportivos, frente al 55 por ciento en 2007 y el 62 por ciento en 2005. La industria de los videojuegos valía 22 mil millones de dólares en 2008.
- Guitar Hero III: Legends of Rock , que se lanzó en 2007, se había convertido en el primer juego individual en superar los mil millones de dólares en ventas. El anuncio se produjo durante un discurso de apertura en CES del director ejecutivo de Activision Publishing, Mike Griffith, y sigue al anuncio de que toda la franquicia había superado la misma marca hace un año. Griffith dijo que el éxito monumental de Guitar Hero se había filtrado a otras industrias, muy especialmente a la industria de la música en apuros. Según Griffith, las ventas de todo lo relacionado con Guitar Hero, desde música hasta guitarras reales, habían aumentado.[30]